# 枕骨
枕骨（L'os occipital / occipital bone）中医上又称山骨、玉枕骨、乘枕骨、后枕骨。组成颅骨的29块骨骼之一。共一块。枕骨位通人字缝连接顶骨之后，一直延伸至颅底。枕骨下方中央为枕骨大孔，脑和脊髓在此连接。枕骨大孔也是颅腔最大的开孔，枕骨大孔前方为基底部，后为鳞部，两侧称为侧部。

## 图片
- 枕骨的位置(顯示為綠色)。動畫。
- 外面。
- 裡面。額骨和頂骨被移除。
- 從上面看枕骨下去的形狀。
- 枕骨。
- 枕骨。
- 顱骨。
- 頭顱的矢狀切面圖(右側的藍色部分為枕骨)。
- 頭顱的底部。上面。(底部的藍色部分為枕骨)
- 頭顱的底部。下面。
- 覆膜(蓋膜)、橫斷物和翼狀韌帶。
- 通過枕骨和前三節脊椎的正中矢狀切面圖。
- 上肢的肌肉連接到脊柱。
- 脊髓和後及中腦的上半部分。
- 從後面看的咽頭肌，與血管和神經連在一起。
- 枕骨。
- 枕骨。
- 枕骨。
- 枕骨。
- 枕骨內部隆突(枕骨內部結節)。
- 枕髁。
- 枕骨外部隆突(枕骨外部結節)。
- 枕內嵴(枕冠)。
- 基底部分。
- 枕骨。
- 頭端。原始的木乃伊化。

## 外部連結
- 解剖學(Anatomy)-occiptal bone(枕骨) （页面存档备份，存于）